# Timàlia collpintada
La timàlia collpintada (Stachyris strialata) és un ocell de la família dels timàlids (Timaliidae).

## Hàbitat i distribució
Viu entre la malesa del bosc i matolls a les muntanyes del sud de la Xina, al sud de Yunnan, Kwangsi i Hainan, nord-est i sud de Myanmar, nord-oest de Tailàndia, nord de Laos, nord del Vietnam, a Tonkin i nord d'Annam, i oest i nord-est de Sumatra.